# جون إس. كارتر
جون إس. كارتر (بالإنجليزية: John S. Carter)‏ هو منتج أسطوانات وكاتب أغاني وموسيقي أمريكي، ولد في 14 يونيو 1945، وتوفي في 10 مايو 2011 بسبب سرطان.

## وصلات خارجية
- جون إس. كارتر على موقع ميوزك برينز (الإنجليزية)
- جون إس. كارتر على موقع ديسكوغز (الإنجليزية)